# Miami Indijanci
Miami (Twightwee), pleme ili grupa plemena porodice Algonquian koje su prvi otkrili Francuzi blizu Green Baya u Wisconsinu, a danas žive u Indiani i Oklahomi. 

## Ime
Ime Miami dolazi od Chippewa riječi Omaumeg, signifying "people on the peninsula," dok prema njihovoj tradiciji označava  'goluba' . Prema ranim autorima oni su sebe nazivali Twightwees, prema Hewituu od twanh twanh,  'the cry of a crane' . Za Miamie je postojalo još nekoliko naziva koji se javljaju u brojnim varijantama. Wyandoti su ih nazivali Sänshkiá-a-rúnû, što Gatschet prevodi sa  'people dressing finely, fantastically'  ili,  'dandy people' . Naziv Tawatawas dolazi od Algonquianskog  'tawa'  = 'naked'  (=Naked Indians), a često se koristila među ranim kolonistima koji su naziv  'tawa'  brkali s twanh twanh. Pkíwi-léni (Shawnee naziv, u pluralu Pkíwi-lénigi, 'dust /ili/ ashes people').
Ostale mnogobrojne varijante su: Maiama, M'amiwis, Maumee, Maumes, Maumies, Mawmee, Me-ä-me-ä-ga, Meames, Memilounioue,  Miamee, Miames, Mineamies, Miramis,  Myamis, Myamicks, Naked Indians, Omameeg,  Oumami, Oumiamies, Twicktwigs, Tweeghtwees, Twictwicts, etc.

## Jezik
Jezik Miami Indijanaca član je poorodice Algonquian i najsrodniji jeziku kojim su se služila plemena konfederacije Illinois. Preživjeli pripadnici Miami Indijanaca danas se služe engleskim.

## Sela
- Chicago, na mjestu današnjeg grada Chicago, ovo selo možda je pripadalo plemenu Wea.
- Chippekawkay (Piankashaw), selo koje je izgleda pripadalo plemenu Pepicokia, na mjestu današnjeg Vincennes, u okrugu Knox,  Indiana.
- Choppatee's Village, na zapadnoj obali rijeke St. Joseph River, nekoliko milja od Fort Wayne, okrug Allen, Indiana.
- Flat Belly's Village (vidi Papakeecha).
- Kekionga, na istočnoj obali rijeke St. Joseph River, u okrugu Allen, Indiana, nasuprot Fort Wayne.
- Kenapacomaqua, selo plemena Wea na zapadnoj obali Eel Rivera, blizu njenog ušća, 6 milja od Logansporta, okrug Cass, Indiana.
- Kokomo, na mjestu današnjeg grada Kokomo, Indiana.
- Kowasikka ili Thorntown, na Sugar Creeku kod današnjeg Thorntona, okrug Boone, Indiana.
- Little Turtle's Village, na Eel Riveru, Indiana, oko 20 milja sjeverozapadno od Fort Wayne.
- Meshingomesia, na rezervatu na Mississinewa Riveru, u Liberty Townshipu, okrug Wabash, Indiana.
- Missinquimeschan, ovo je po svoj prilici bilo selo plemena Piankashaw, blizu današnjeg Washingtona, okrug Daviess, Indiana.
- Mississinewa, na istočnoj strani rijeke Mississinewa River na mjestu gdje se spaja s Wabashom u okrugu Miami, Indiana.
- Osaga, lokacija nepoznata.
- Papakeecha, istolčno od Turkey Lake u okrugu Noble, Indiana.
- Piankashaw, selo istoimenog plemena Piankashaw, na rijeci Wabash, tamo gdje se sastaje s Vermilionom.
- Pickawillanee, na rijeci Miami na mjestu današnjeg grada Piqua, okrug Miami, Ohio.
- Saint Francis Xavier, ovo je misija za Miami i Mascouten Indijance na rijeci Fox River, Wisconsin, blizu De Pere, okrug Brown.
- Seek's Village, na rijeci Eel River nekih 3 milje od Columbia City, okrug Whitley, Indiana.
- Thornton (vidi Kowasikka).
- White Raccoon's Village, blizu današnjeg Aboite, okrug Allen, Indiana.

## Plemena
- Atchatchakangouen (Atchakangouen, Miami Proper)
- Kilatika
- Mengkonkia (Mengakonia)
- Pepikokia (Pepicokia). Ovo pleme 1796 apsorbirano je od Piankashawa.
- Piankashaw.
- Wea (Newcalenous, Ouiatenon).
- Eel River Indijanci. Pleme nastalo koncem 18. stoljeća.

## Povijest
Majami u vrijeme dolaska prvih Europljana sredinom 17. stoljeća, žive u okolici Green Baya na području današnje američke države Wisconsin. Ubrzo nakon ovog prvog susreta oni će oko 1670 stići na rijeku Fox i u krajeve južno od jezera Michigan i na rijeku St. Joseph i Kalamazoo. Neke njihove bande još ranije pristigle su na područje sjeverne Indiane. Na području rijeke St. Joseph i na mjestu današnjeg Detroita zadržat će se negdje do 1711. odakle će ih protjerati plemena Potawatomi i Kickapoo. Sredinom 17. stoljeća Majami su protjerani u sjeverozapadni Ohio gdje će ostati do 1763., kada se po ugovoru vraćaju u Indianu. tada im broj iznosi oko 1,200. Tijekom ratova bili su na strani Francuza u Francuskim i irokeškim ratovima, i pomagali Britance u Američkoj revoluciji. Svoje zemlje počinju gubiti 1812., a 1840. prepuštaju čitav teritorij osim malenog područja bande Meshingomesia's u okrugu Wabash u Indiani, koja se tu održala do 1872., kada je zemlja podijeljena posljednjih 300 preživjelih članova, dok su ostali preseljeni u Kansas. Godine 1867. sa svojim srodnicima, Indijancima Illinois, odlaze na rezervat u Oklahomu, na sjeveroistočnom području države.  banda Meshingomesia's, koja je ostala u Indiani 1872 postaju građani Indiane.

## Etnografija
Kultura Majamija pripada Istočnim šumama i veoma su srodni Illinois Indijancima. Njihova subsistencija temelji se na lovu i agrikulturi. Društvo je patrilenearno i organizirano po klanovima kojih Morgan nalazi deset, i to: 1. Mo-wha'-wä (Vuk; Wolf). 2. Mon-gwä' (Gnjurac; Loon). 3. Ken-da-w ă' (Orao; Eagle). 4. Ah-pa'-kose-e-ǎ (Škanj; Buzzard). 5. Ka-no-za-wä (Panter; Panther). 6. Pi-la-wä' (Puran; Turkey). 7. Ah-se-pon'-nä (Rakun; Raccoon). 8. Mon-nă'-to (Snijeg; Snow). 9. Kul-swä' (Sunce; Sun). 10. /Nema podataka o indijanskom nazivu: Voda; Water/
Položaj poglavice kod Majamija je hereditaran. Prakticirala se poliginija, a izbjegloj ženi muž je imao pravo odsjeći nos.

## Vanjske poveznice
- Miami History
- Miami Indians
- The Miami People